# Limonia elephantina
Limonia elephantina är en tvåvingeart som beskrevs av Alexander 1940. Limonia elephantina ingår i släktet Limonia och familjen småharkrankar. Inga underarter finns listade i Catalogue of Life.